# Caroline Dean

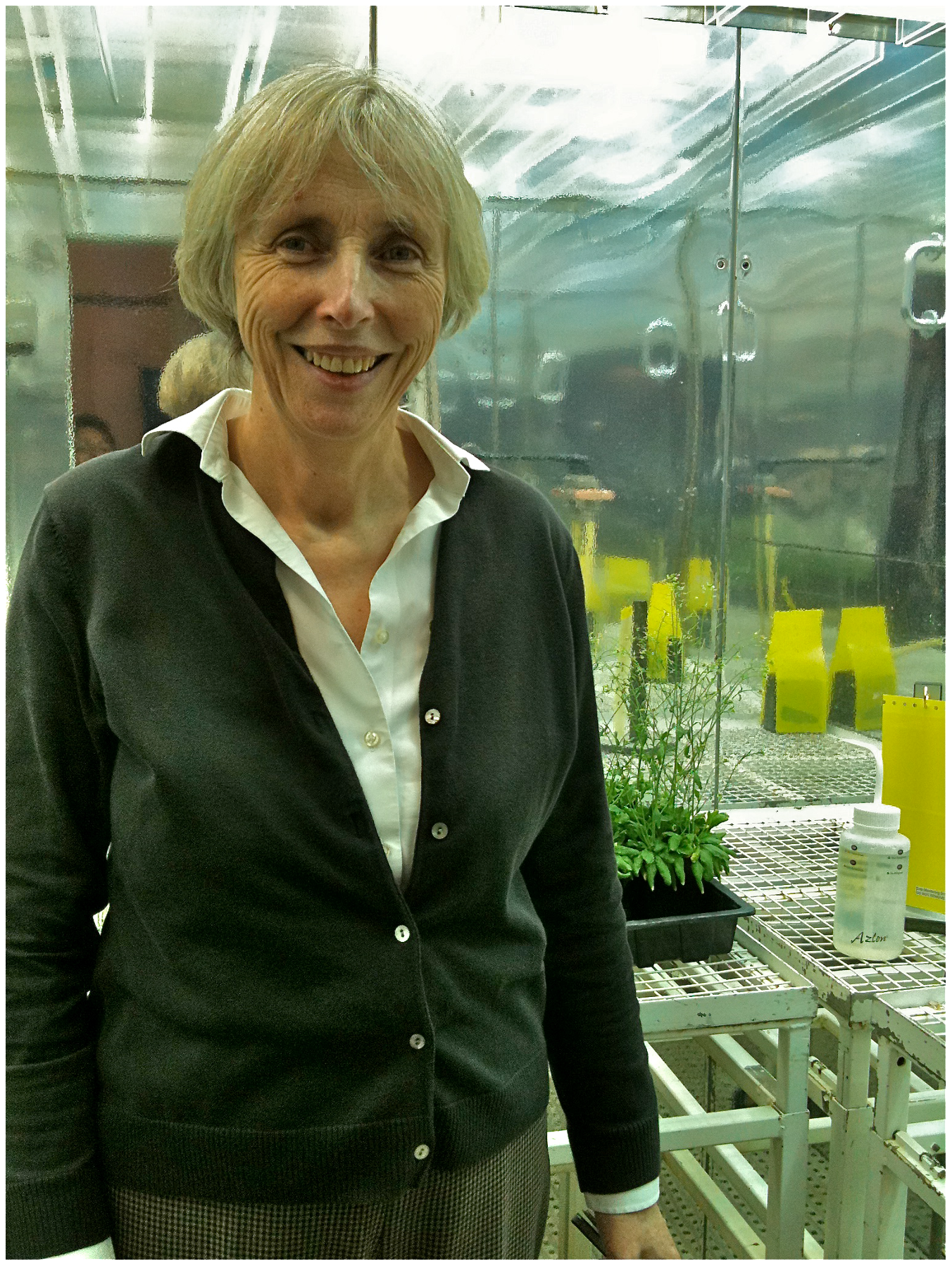
Caroline Dean (2013)

Dame Caroline Dean DBE (* 2. April 1957) ist eine britische Botanikerin und Molekularbiologin.

## Leben und Wirken
Caroline Dean wuchs in Nordengland auf. Sie studierte Biologie an der University of York mit dem Bachelor-Abschluss 1979 und der Promotion 1983 (Investigations of genome expression in young wheat leaves). Als Post-Doktorandin war sie 1983 bis 1988 bei Advanced Genetic Sciences in Oakland in Kalifornien. Sie war an der University of East Anglia (1993 bis 2002 als Honorary Research Fellow und danach Honorarprofessorin) und forscht seit 1988 als Gruppenleiterin am John Innes Centre in Norwich. Dort war sie 1999 bis 2008 Associate Research Director. Sie ist Royal Society Professorin.
Sie ist seit 1991 mit dem Molekulargenetiker Jonathan D. G. Jones verheiratet, mit dem sie einen Sohn und eine Tochter hat.
Sie befasst sich mit dem Blüten-Identitäts-Gen FLC (Flower Locus C), das den Zeitpunkt des Blühens von Pflanzen bestimmt, ausgelöst durch Vernalisation, ein klassisches epigenetisches Phänomen. Dabei untersucht sie die zugrundeliegende Chromatindynamik bei dem Wechsel der epigenetischen Zustände und der quantitativen Regulation von FLC und allgemein das Zusammenwirken von Chromatin, Transkription und nichtkodierender RNA.
2007 erhielt sie die Genetics Society Medal und den FEBS|EMBO Women in Science Award sowie 2016 die Darwin-Medaille für ihre grundlegenden Arbeiten zum Temperaturempfinden und welche Rolle epigenetische Faktoren bei der Anpassung spielen (Laudatio). 2018 wurde sie mit dem UNESCO-L’Oréal-Preis und 2020 mit dem Wolf-Preis in Agrarwissenschaft und der Royal Medal der Royal Society ausgezeichnet. Für 2024 wurde ihr der McClintock Prize zugesprochen. 
2004 wurde sie Officer des Order of the British Empire (OBE) und Fellow der Royal Society (2004). 2005 bis 2007 war sie im Rat der Royal Society. Bei der Aufnahme in die Royal Society wurde sie gewürdigt für herausragende Leistungen beim Studium der Zeitpunkte der Pflanzenentwicklung. Ihre Arbeit hat den Mechanismus aufgedeckt, nach dem Pflanzen sich erinnern können, dass sie den Winter durchgestanden haben, sie demonstrierte neue RNA-Verarbeitungsmechanismen, die das Blühen kontrollieren, und die molekulare Basis der natürlichen Variation in der Blütezeit von Arabidopsis. Ihre Entdeckungen haben große Bedeutung im Forschungsgebieten der Epigenetik, post-transkriptionaler Regulation und molekularer Evolution. Außerdem hat sie massiv dazu beigetragen, Arabidopsis als Modellorganismus der Forschung zu etablieren, als Ressource für Genkartierung und Insertions-Mutagenese und indem sie physikalische Karten herstellte als Hintergrund der Gensequenz (Laudatio). 2016 wurde sie als Dame Commander des Order of the British Empire geadelt. 2023 erhielt sie die Mendel Medal der Genetics Society.
Sie ist auswärtiges Mitglied der National Academy of Sciences und seit 1999 Mitglied der European Molecular Biology Organisation (EMBO). Im Jahr 2008 wurde Caroline Dean mit der Matrikel-Nr. 7200 in der Sektion Organismische und Evolutionäre Biologie als Mitglied in die Nationale Akademie der Wissenschaften Leopoldina aufgenommen. 2019 wurde sie Ehrendoktor der University of York, 2020 in die American Academy of Arts and Sciences gewählt.
1999 bis 2001 war sie Präsidentin der International Society of Plant Molecular Biology.

## Schriften (Auswahl)
- mit M. Vaeck, J. Leemans u. a.: Transgenic plants protected from insect attack, Nature, Band 328, 1987, S. 33–37
- mit C. Lister: Recombinant inbred lines for mapping RFLP and phenotypic markers in Arabidopsis thaliana, The Plant Journal, Band 4, 1993, S. 745–750.
- mit V. Sundaresan, R. Martienssen u. a.: Patterns of gene action in plant development revealed by enhancer trap and gene trap transposable elements,  Genes & Development, Band 9, 1995, S. 1797–1810. PMID 7622040.
- mit R. Macknight u. a.: FCA, a gene controlling flowering time in Arabidopsis, encodes a protein containing RNA-binding domains, Cell, Band 89, 1997, S. 737–745
- mit D. W. Meinke, J. M. Cherry, S. D. Rounsley, M. Koornneef: Arabidopsis thaliana: A Model Plant for Genome Analysis, Science, Band 282, 1998, S. 679–682.
- mit M. Bevan u. a.: Analysis of 1.9 Mb of contiguous sequence from chromosome 4 of Arabidopsis thaliana, Nature, Band 391, 1998, S. 485
- mit Y. Y. Levy: The transition to flowering, The Plant Cell, Band 10, 1998, S. 1973–1989
- mit U. Johanson u. a.: Molecular Analysis of FRIGIDA, a Major Determinant of Natural Variation in Arabidopsis Flowering Time, Science, Band 290, 2000, S. 344–347. PMID 11030654.
- mit G. G. Simpson: Arabidopsis, the Rosetta Stone of Flowering Time?, Science, Band 296, 2002, S. 285–289.
- mit R. Bastow u. a.: Vernalization requires epigenetic silencing of FLC by histone methylation,  Nature, Band 427, 2004, S. 164–167. PMID 14712277.
- mit P. K. Boss, R. M. Bastow, J. S. Mylne: Multiple pathways in the decision to flower: enabling, promoting, and resetting, The Plant Cell, Band 16, Suppl. 1, 2004, S18–S31
- mit I. Bäurle: The timing of developmental transitions in plants, Cell, Band 125, 2006, S. 655–664
- mit S. Swiezewski, F. Liu, A. Magusin: Cold-induced silencing by long antisense transcripts of an Arabidopsis Polycomb target, Nature, Band 462, 2009, S. 799
- mit S. Atwell u. a.: Genome-wide association study of 107 phenotypes in Arabidopsis thaliana inbred lines, Nature, Band 465, 2010, S. 627